# Xerocomellus
Xerocomellus is een geslacht van schimmels behorend tot de familie Boletaceae. De typesoort is de Roodsteelfluweelboleet (Xerocomellus chrysenteron).

## Soorten
Volgens Index Fungorum telt het geslacht 25 soorten (peildatum december 2021):
| Soortnaam                                                       | Auteur(s)                                                                    | Publicatiejaar |
| --------------------------------------------------------------- | ---------------------------------------------------------------------------- | -------------- |
| Xerocomellus amylosporus                                        | (A.H. Sm.) J.L. Frank & N. Siegel                                            | 2020           |
| Xerocomellus atropurpureus                                      | J.L. Frank, N. Siegel & C.F. Schwarz                                         | 2020           |
| Xerocomellus behrii                                             | (Harkn.) Castellano, M.E. Sm. & J.L. Frank                                   | 2018           |
| Xerocomellus bolinii                                            | J.A. Bolin, A.E. Bessette, A.R. Bessette, L.V. Kudzma, J.L. Frank & A. Farid | 2021           |
| Xerocomellus chrysenteron (Roodsteelfluweelboleet)              | (Bull.) Šutara                                                               | 2008           |
| Xerocomellus cisalpinus (Blauwvlekkende roodsteelfluweelboleet) | (Simonini, H. Ladurner & Peintner) Klofac                                    | 2011           |
| Xerocomellus communis                                           | Xue T. Zhu & Zhu L. Yang                                                     | 2016           |
| Xerocomellus corneri                                            | Xue T. Zhu & Zhu L. Yang                                                     | 2016           |
| Xerocomellus diffractus                                         | N. Siegel, C.F. Schwarz & J.L. Frank                                         | 2020           |
| Xerocomellus dryophilus                                         | (Thiers) N. Siegel, C.F. Schwarz & J.L. Frank                                | 2014           |
| Xerocomellus fennicus                                           | (Harmaja) Šutara                                                             | 2008           |
| Xerocomellus fulvus                                             | Sarwar, I. Ahmad & Khalid                                                    | 2016           |
| Xerocomellus intermedius                                        | (A.H. Sm. & Thiers) Svetash., Simonini & Vizzini                             | 2016           |
| Xerocomellus marekii                                            | (Šutara & Skála) Šutara                                                      | 2008           |
| Xerocomellus mcmurphyi                                          | (Zeller & C.W. Dodge) Castellano, Saylor, M.E. Sm. & J.L. Frank              | 2018           |
| Xerocomellus mendocinensis                                      | (Thiers) N. Siegel, C.F. Schwarz & J.L. Frank                                | 2020           |
| Xerocomellus poederi                                            | G. Moreno, Heykoop, Esteve-Rav., P. Alvarado & Traba                         | 2016           |
| Xerocomellus porosporus (Sombere fluweelboleet)                 | (Imler ex Watling) Šutara                                                    | 2008           |
| Xerocomellus pruinatus (Purperbruine fluweelboleet)             | (Fr. & Hök) Šutara                                                           | 2008           |
| Xerocomellus redeuilhii                                         | A.F.S. Taylor, U. Eberh., Simonini, Gelardi & Vizzini                        | 2016           |
| Xerocomellus ripariellus (Wijnrode boleet)                      | (Redeuilh) Šutara                                                            | 2008           |
| Xerocomellus salicicola                                         | C.F. Schwarz, N. Siegel & J.L. Frank                                         | 2020           |
| Xerocomellus sarnarii                                           | Simonini, Vizzini & U. Eberh.                                                | 2015           |
| Xerocomellus truncatus                                          | (Singer, Snell & E.A. Dick) Klofac                                           | 2011           |
| Xerocomellus zelleri                                            | (Murrill) Klofac                                                             | 2011           |